# مهتاب و والنتینو
مهتاب و والنتینو (به انگلیسی: Moonlight and Valentino) فیلمی محصول سال ۱۹۹۵ و به کارگردانی دیوید آنسپاو است. در این فیلم بازیگرانی همچون الیزابت پرکینز، گوئینت پالترو، کاتلین ترنر، جان بون جووی، ووپی گلدبرگ، شادیه سیمونز، یوزف زومر، جرمی سیستو، جولیان ریچینگز و پیتر کایوتی ایفای نقش کرده‌اند.